# Sybra obliquebifasciata
Sybra obliquebifasciata är en skalbaggsart som beskrevs av Stefan von Breuning 1948. Sybra obliquebifasciata ingår i släktet Sybra och familjen långhorningar. Inga underarter finns listade i Catalogue of Life.